# 파워넷
파워넷(영어: POWERNET TECHNOLOGIES)은 대한민국의 전기부품 기업이다. 리튬인산철배터리의 국제규격을 보유하고 있으며 LFP를 적용한 KS표준형 LFP 배터리팩 모듈 개발을 진행 중이다

## 역사
1999년 코스닥 시장에 상장됐지만 사업 부진과 신사업 실패 여파로 2005년 상장폐지되었다. 2009년 KB투자증권과 글랜우드투자자문이 합자하여 법정관리 중인 파워넷을 760억원에 인수하였다 2017년 상장을 앞두고 위지트가 KB증권과 아이젠투자자문이 공동 설립한 사모펀드(PEF)가 보유하고 있는 파워넷 지분 92.6% 가운데 46.32%를 200억원에 인수하였다